# Coca de mollitas
La coca de mollitas, o torta de migas, es un producto de repostería, una variedad de coca típica de la provincia de Alicante (España).

## Elaboración
Ha sido calificada como una especie de polvorón salado. En su elaboración tradicional se utiliza harina, vino blanco y aceite. Aunque se le pueden añadir otros ingredientes para aromatizarla y enriquecerla. También es necesario añadir un poco de bicarbonato.
Es una coca que tiene una base fina y crujiente a la que se le añade por encima otra capa de masa mucho más densa y blanda en forma de migas o mollitas. Las migas tienen que quedar sueltas y esponjosas sobre la masa crujiente. Una variante igualmente popular consiste en elaborar la base de la coca con masa de hojaldre. Hay quien come este plato a bocados o cogiendo las migas con las manos y terminándose al final la base crujiente.

## Festividades
Este plato es típico de las fiestas alicantinas como la romería de la Santa Faz o las Hogueras de San Juan, donde también se degustan otras cocas, como la "coca de atún" (o coca con atún). Durante el resto del año se toma como almuerzo o merienda o como aperitivo dentro de otras comidas más copiosas y es habitual encontrarla en las panaderías y bollerías a diario.

## Variantes
Aparte de la coca de mollitas tradicional, también se le puede añadir chocolate derretido, como postre, así como pescado o embutido, como tapa.